# Desculpa por Eu Não Te Amar
"Desculpa por Eu Não Te Amar" é uma canção do cantor e compositor brasileiro Thiago Pantaleão, gravada para seu primeiro álbum de estúdio Fim do Mundo. A canção foi lançada para download digital e streaming através da Som Livre como primeiro single de Fim do Mundo em 22 de julho de 2022.

## Lançamento e promoção
A divulgação do single começou com publicações de Pantaleão nas redes sociais anunciando o próximo single do seu primeiro álbum de estúdio intitulado Desculpa por Eu Não Te Amar. A canção foi lançada pelo selo Slap, da Som Livre, em parceria com a Liga Entretenimento. "Desculpa por Eu Não Te Amar" foi lançada para download digital e streaming como o primeiro single do álbum em 22 de julho de 2022.

## Videoclipe
Dirigido por Ygor de Oliveira, o videoclipe apresenta uma produção audiovisual com uma estética inspirada nos vídeos de ginástica dos anos 80. Com um figurino típico da época, com collants, cores neon e estampas gráficas, o cantor contracena com outros 4 bailarinos coreografados por Jéssi Müller. Embalada por beats fortemente inspirados na banda A-ha, trazendo de volta toda a efervescência e irreverência dos anos 1980. O videoclipe teve sua estreia uma semana após o lançamento da canção das plataformas digitais.

## Apresentações ao vivo
Pantaleão apresentou "Desculpa por Eu Não Te Amar" pela primeira vez no Música Boa Ao Vivo em 27 de setembro de 2022. Em 18 de outubro, Pantaleão performou a canção no pré-show do Prêmio Multishow de Música Brasileira 2022. Em 29 de outubro, Pantaleão performou a canção no Caldeirão com Mion. Em 31 de outubro, Pantaleão performou a canção no TVZ.

## Faixas e formatos
| Download digital / streaming |                               |         |  |
| N.º                          | Título                        | Duração |  |
| 1.                           | "Desculpa por Eu Não Te Amar" | 3:06    |  |

## Desempenho comercial
No TikTok, a canção já foi utilizado em mais de 2200 vídeos da plataforma. Com o sucesso na rede social, a canção já conquistou mais de 1 milhão de visualizações no YouTube.

## Histórico de lançamento
| Região | Data                | Formato(s)                 | Gravadora(s) | Ref.  |
| ------ | ------------------- | -------------------------- | ------------ | ----- |
| Várias | 22 de julho de 2022 | Download digital streaming | Som Livre    | [ 2 ] |